# Esperança

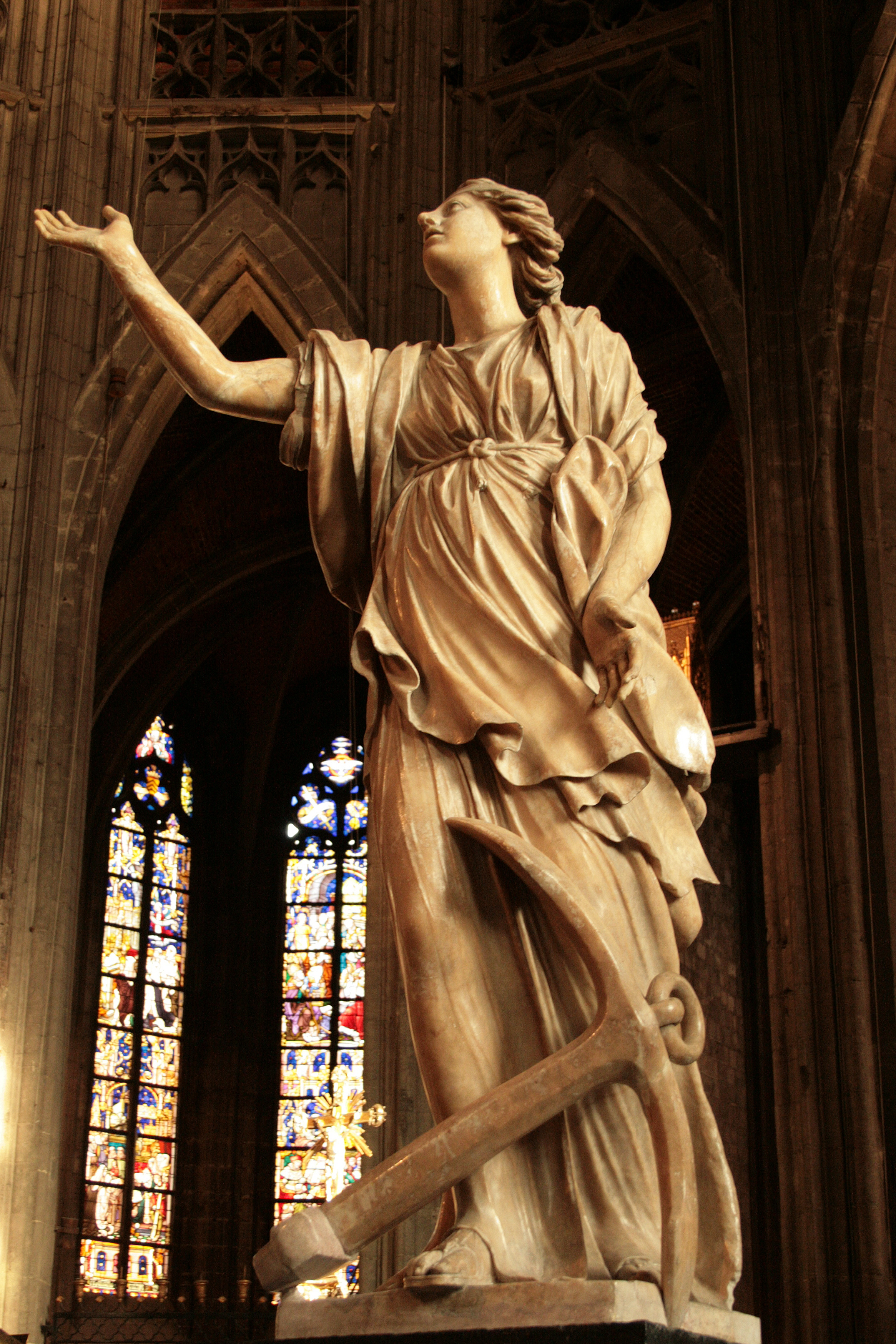
Estátua da Esperança - Jacques Du Brœucq

Esperança é a expectativa de melhora ou solução completa para uma realidade específica ou mesmo para toda a realidade humana. Tem base em aspectos da razão, emoção e vontade humana. 
Exemplos de esperanças incluem ter esperança de ficar rico, ter esperança de que alguém se cure de uma doença, ou ter esperança de a humanidade alcance o aperfeiçoamento moral.  

## Mitologia e religião
A Esperança, ao lado da Fé e do Amor, é uma das 3 virtudes teologais do Cristianismo. Por meio desta virtude, os cristãos desejam e esperam de Deus a vida eterna e o Reino de Deus como a felicidade última para eles, colocando as suas confianças nas promessas de Cristo. Para merecer e perseverar esta confiança até ao fim da vida terrena, os cristãos acreditam que a ajuda da graça do Espírito Santo é fulcral (CCIC, n. 387).
Já na Mitologia Grega, a esperança não é considerado uma virtude. Pandora, a primeira mulher, criada pelos deuses abre uma caixa onde continha todos os males da Humanidade. Ao fechá-la, o único mal que resta dentro dela é a Esperança.
De acordo com renomados acadêmicos:
- Jean-Paul Sartre, Conferência O Existencialismo é um Humanismo: “É preciso explicar por que o mundo de hoje, que é horrível, é apenas um momento do longo desenvolvimento histórico e que a esperança sempre foi uma das forças dominantes das revoluções e das insurreições. E eu ainda sinto a esperança como minha concepção de futuro.”.
- Byung-Chul Han, em seu livro o Espírito da Esperança: "A esperança é uma força, um impulso".
- Zygmunt Bauman: "O que nos mantém vivos é a esperança".
- Dante Alighieri, no livro A Divina Comédia:"Abandonai toda a esperança, vós que entrais" (no inferno).
- Soren Kierkgaard, do livro: Migalhas Filosóficas" e outros escritos, "A esperança é a paixão pelo possível".
- Paul Ricœur, em Tempo e Narrativa: "A esperança é a memória do futuro".
- Clarice Lispector, em A paixão segundo GH: “Se a pessoa não estiver comprometida com a esperança, vive o demoníaco”.
- Claudio Bacellart, em seu post sobre esperança: “Uma vida sem esperança é insuportável”.[2]